# Eduardo López de Romaña

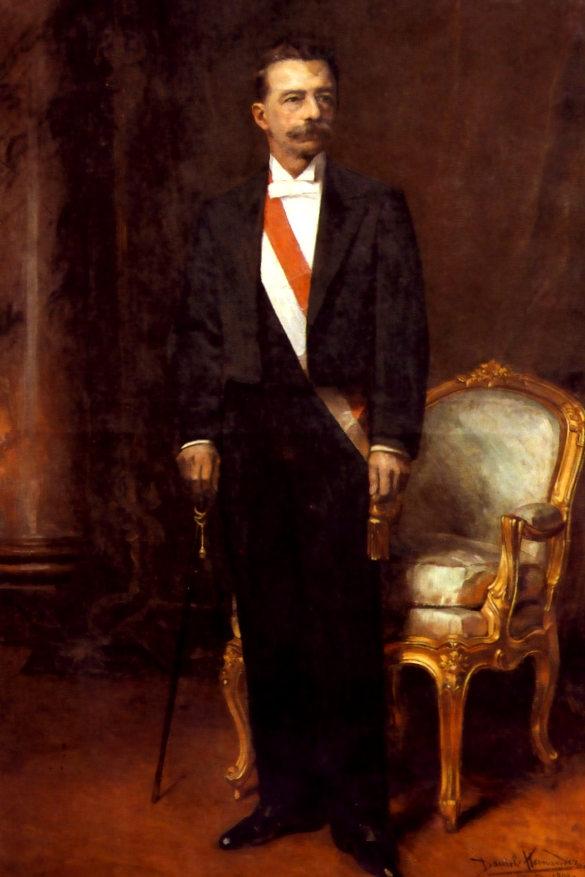
Eduardo López de Romaña

José Gabriel Eduardo Octavio López de Romaña Alvizuri (* 19. März 1847 in Arequipa; † 26. Mai 1912 in Yura, Arequipa) war ein peruanischer Politiker, der unter anderem von 1899 bis 1903 Staatspräsidenten von Peru war.

## Leben

### Bürgermeister von Arequipa, Abgeordneter, Minister und Senator

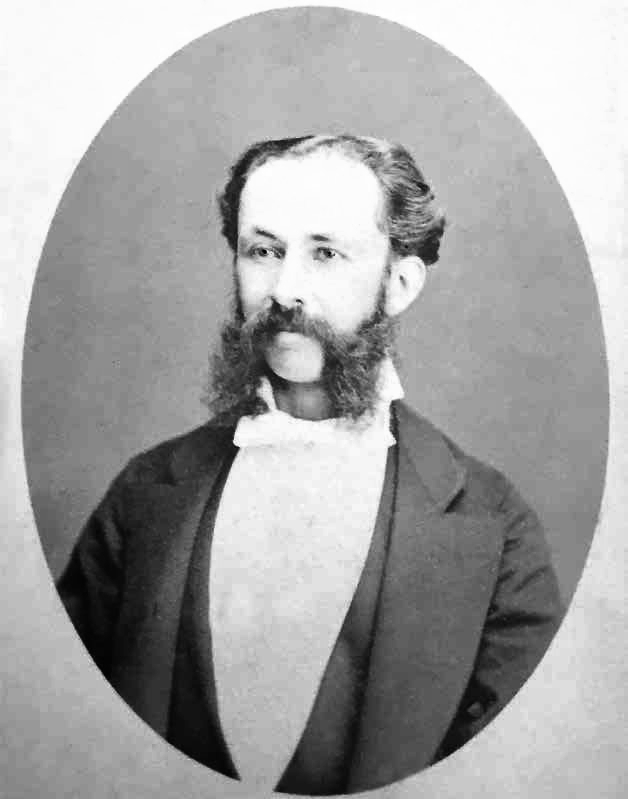
Sein älterer Bruder Alejandro López de Romaña war 1897 Premierminister von Peru.

José Gabriel Eduardo Octavio López de Romaña Alvizuri wurde in Arequipa als Sohn einer regionalen Aristokratenfamilie geboren und war der Sohn von Juan Manuel López de Romaña und Josefa Alvizuri Bustamante. Er wurde im Alter von zehn Jahren nach England geschickt und besuchte dort das 1593 gegründete Stonyhurst College. Er studierte am Royal Institute of Engineers in London und arbeitete dort sowie in Brasilien als Bauingenieur, wo er sich ohne Erfolg an der Planung einer Eisenbahnstrecke durch den Amazonas-Urwald versuchte. Nach seiner Rückkehr nach Peru im Jahre 1874 arbeitete er als Ingenieur sowie als Manager der landwirtschaftlichen Plantagen seiner Familie im Tal des Río Tambo. Während des Salpeterkrieges (1879–1884), bei dem Chile von seinen Nachbarn Peru und Bolivien die Regionen Arica und Parinacota, Tarapacá und Atacama eroberte, wurde er Kommandeur einer Division im Tal des Río Tambo und nahm an der Verteidigung des Distrikts Mollendo gegen chilenische Truppen teil. Nach Kriegsende wurde er Vorsitzender des Liberalen Clubs seiner Geburtsstadt Arequipa, die er erfolgreich zu einer einflussreichen politischen Gruppierung organisierte, und wurde mit den Stimmen der Liberalen und Konservativen drei Mal Direktor der Öffentliche Wohltätigkeitsorganisationen. Er wurde zwei Mal zum Bürgermeister (Alcalde) von Arequipa, musste aber jeweils von diesem Amt zurücktreten, und zwar einmal wegen seiner Tätigkeit als Direktor der Wohlfahrtsorganisationen und zum zweiten Mal wegen seiner Beteiligung am Wassbauprojekt von Yumina nach Arequipa.
López de Romaña wurde nach dem Bürgerkrieg (Guerra civil peruana), eine vom 24. Oktober 1894 bis zum 19. März 1895 dauernde Revolution nach der illegalen Wahl von Andrés Avelino Cáceres zum Präsidenten, wurde er am 27. Juli 1895 für die Provinz Arequipa einstimmig zum Mitglied des Kongresses der Republik Peru gewählt und daraufhin zum Ersten Vizepräsidenten der Abgeordnetenkammer gewählt.
Während der Amtszeit von Staatspräsident Nicolás de Piérola vom 25. Januar bis zum 8. August 1896 Minister für Entwicklung und öffentliche Arbeiten (Ministro de Fomento y Obras Públicas). Er gehörte dem Partido Civil an und war zudem zwischen dem 27. Juli 1896 und dem 25. Oktober 1898 Senator (Senador de la República Peruana) und vertrat im Senat Ayacucho.

### Präsidentschaftskandidatur und Präsidentschaft (1899 bis 1903)

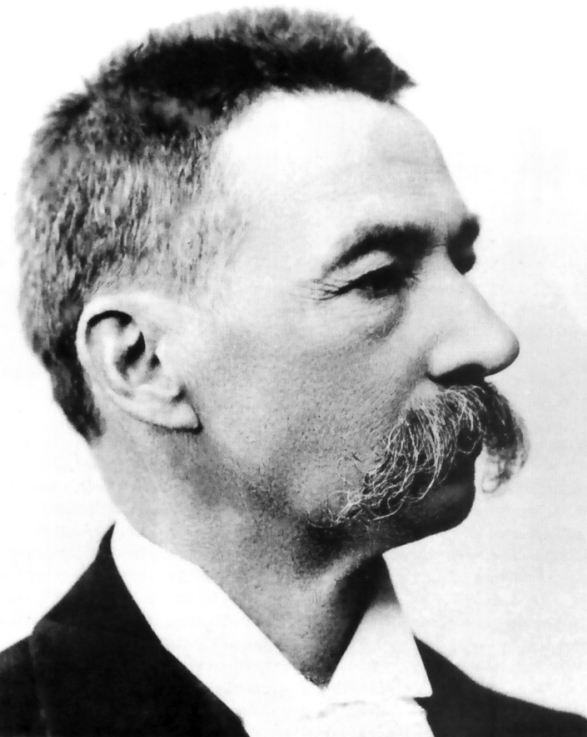
Eduardo López de Romaña

López de Romaña gelangte an der Spitze einer Allianz aus Partido Civil und Partido Demócrata ins Präsidentenamt. Ursprünglich war die Kandidatur seinem Bruder Alejandro López de Romaña angetragen worden, der jedoch zu Gunsten seines Bruders verzichtete. Die Wahlen von 1899 gewann er mit 97 % der Stimmen. Zu seinen abgeschlagenen Gegenkandidaten gehörten Manuel Candamo und Guillermo Billinghurst. Bei den Präsidentschaftswahlen 1899 waren 108.597 Männer wahlberechtigt, das entsprach lediglich 2,5 Prozent der Gesamtbevölkerung.
Das Amt des Staatspräsidenten hatte er vom 8. September 1899 und dem 8. September 1903 inne. Zu dieser Zeit war Carlos de Piérola, der Bruder des Führers der Demokraten, Vorsitzender der Abgeordnetenkammer, während der Civilista-Führer Manuel Candamo dem Senat vorstand. Die Demokratische Partei wurde jedoch bald zur führenden Oppositionskraft. López de Romaña bildete sein Kabinett fast ausschließlich aus Civilista-Mitgliedern, was die Demokraten verärgerte und zu anhaltendem Streit im Kongress führte. Seinem Kabinett gehörten anfangs Manuel María Gálvez Egúsquiza (Premierminister und Außenminister), Oberst Domingo Parra (Minister für Inneres und Polizei), Eleodoro Romero Salcedo (Minister für Justiz, Religion und Unterricht), Kapitän zur See Camilo Carrillo (Minister für Krieg und Marine), Mariano A. Belaúnde (Minister für Finanzen und Handel) sowie Carlos Basadre Forero (Minister für Entwicklung und öffentliche Arbeiten) an.
Unter López de Romaña wurde die Entwicklung der peruanischen Landwirtschaft sowie der Bergbau- und weiterer Industrien vorangetrieben. Gesetze über den Bergbau, den Handel und die Gewässer wurden erlassen. Die Nueva Compañia wurde gegründet, welcher die Einziehung der staatlichen Steuern oblag. 1901 wurde die nationale Landwirtschaftliche Universität von La Molina als gemeinschaftliche Einrichtung der Regierung und einer belgischen Missionsgesellschaft geschaffen. Im Inneren musste er sich ferner den Aktivitäten der Anhänger von Augusto Durand Maldonado und dem Kampf zwischen Zivilisten und Demokraten stellen. In der Außenpolitik war er mit schweren Krisen in den Beziehungen zu Chile, Bolivien und Ecuador konfrontiert.
Anhänger des früheren Präsidenten Andrés Avelino Cáceres verübten mehrere Putschversuche, doch gelang es López de Romaña, sich bis zum Ende der regulären Periode 1903 im Amt zu halten. Der Begriff der „Aristokratischen Republik“ wurde in seiner Amtszeit geprägt und bezog sich auf die Periode, in welcher der Partido Civil die peruanische Politik dominierte. Diese Ära dauerte bis zum Ende der zweiten Amtszeit von Augusto Leguía y Salcedo 1930.
López de Romaña starb am 26. Mai 1912 in Yura bei Arequipa und wurde auf dem dortigen Cementerio General de la Apacheta beigesetzt.

## Hintergrundliteratur
- Monthly Bulletin, 1899 (Onlineversion)
- Eduardo G. Lara: Historia del Ministerio de fomento y obras públicas, Band 1, 1935, S. 79 ff. (Onlineversion)
- Hinnerk Onken: Brot und Gerechtigkeit. Subalterne und politische Kultur in Arequipa, Peru (1895–1919), 2013, ISBN 978-3-643-12396-1, S. 7, 59 f. (Onlineversion (Auszug))